# Episinus bicruciatus
Episinus bicruciatus là một loài nhện trong họ Theridiidae.
Loài này thuộc chi Episinus. Episinus bicruciatus được Eugène Simon miêu tả năm 1895.